# Francis Cottington
Sir Francis Cottington (c. 1579 - 1652) fou un noble, diplomàtic i home d'estat anglès.

## Diplomàtic a Espanya
El 1609 va ser enviat a Espanya com a assistent de l'ambaixador Charles Cornwallis; el 1612 se li va encarregar el consolat de Sevilla fins a 1613, en què al seu retorn a Anglaterra va formar part del consell privat del rei Jaume I. En aquelles dates la casa reial anglesa estava negociant amb Espanya el casament del príncep de Gal·les Carles Estuard amb la infanta espanyola Marianna d'Espanya, mentre mantenia també converses amb França per casar-lo amb la princesa Cristina de França; Cottington, partidari de la facció hispanòfila juntament amb John Digby, va tenir una destacada participació en aquestes negociacions, així com en les gestions per a la restitució del Palatinat, ocupat militarment el 1620 pels terços espanyols, a Frederic V i Elisabet d'Anglaterra, respectivament gendre i filla de Jaume I. El 1622 va ser nomenat secretari del príncep de Gal·les, i l'any següent, nomenat cavaller i baronet.
Els plans del casament reial, que s'havien vist diferits més d'una dècada per les diferències religioses entre els dos països, es van veure precipitats pel viatge que el príncep de Gal·les i el duc de Buckingham van fer a Madrid el 1623; Cottington, que era partidari del casament però oposat a aquest viatge, els va acompanyar contra la seva voluntat. L'acord matrimonial, plasmat en el tractat de Madrid, es va trencar immediatament després de la seva signatura, la restitució del Palatinat mai va arribar a produir-se, i la situació en què van quedar les dues corones va motivar que el 1624 es declaressin obertament la guerra.
En aquesta nova situació, la perseverança de Cottington en la seva postura pro-espanyola li va fer guanyar l'enemistat del duc de Buckingham, favorit de Jaume I i després de la mort d'aquest el 1625 de Carles I; Cottington va ser relegat a l'ostracisme fins al 1628, quan després de l'assassinat de Buckingham va ser nomenat conseller privat del rei i canceller d'hisenda el 1629. El 1630 tornar en missió diplomàtica a Espanya per a la signatura del tractat de Madrid, pel qual es posava fi a la guerra entre els dos països. L'any següent se li va concedir el títol de baró Cottington de Hanworth, a Middlesex.